# Cēsu Alus
Cēsu Alus is een Letse brouwerij in Cēsis.

## Geschiedenis
Oude documenten spreken al van een brouwerij in het kasteel van Cēsis in 1590. In 1878 werd een nieuwe brouwerij gebouwd door graaf Emanuel Zievers. In 1922 werd de brouwerij gekocht door lokale ondernemers die de JSC Augļu dārzs oprichtten. Behalve bier werden er ook mineraalwater en fruitsap geproduceerd. In 1940 werd de brouwerij genationaliseerd door het Sovjetregime. De brouwerij werd gemoderniseerd in 1950 en de capaciteit verviervoudigd. In 1976 werd de brouwerij samengevoegd met de brouwerijen Naukšēnu en Gulbene en de industriële bierproducent Cēsu Alus opgericht. In 1999 wordt de Finse Brouwerijgroep Olvi de grootste aandeelhouder en in 2000 werd begonnen met de bouw van een nieuwe brouwerij die officieel geopend werd op 6 juli 2001. In 2003 was de brouwerij de tweede grootste bierproducent in Letland. De volgende jaren werd verder geïnvesteerd in nieuwe productie-eenheden, bottelarijen en waterzuiveringsstations.

## Producten

### Bieren
- Cēsu
- Mitava
- Garais
- Grāfs fon Zīverss Lager
- Miezītis

### Andere dranken
- Fizz (cider)
- DYNAMI:T (energiedrank)
- Blue Sheep
- Vitamineral (mineraalwater)
- Ulmaņlaiku kvass (kvas)
- AURA (fruitsap)